# Polia nimbosa
Polia nimbosa är en fjärilsart som beskrevs av Achille Guenée 1852. Polia nimbosa ingår i släktet Polia och familjen nattflyn. Inga underarter finns listade i Catalogue of Life.